# 贝琳达·科林
贝琳达·科林（英語：Belinda Colling，1975年9月12日—），新西兰女子篮球、篮网球运动员。她曾代表新西兰参加1998年、2002年和2006年英联邦运动会篮网球比赛，获得一枚金牌和二枚银牌。